# Reinhart Heinrich
Pour les articles homonymes, voir Heinrich.
Reinhart Heinrich, né le 24 avril 1946 à Dresde (Allemagne) et mort le 23 octobre 2006 à Berlin, est un biophysicien allemand. Il fut professeur de biophysique théorique à l'Université Humboldt de Berlin et l'un des fondateurs de la biologie des systèmes. Le développement de la théorie de contrôle métabolique (Metabolic Control Analysis (en)) au début des années 1970 constitue son résultat scientifique le plus important. Cette théorie est très utile pour modéliser des voies métaboliques dans des divers organismes vivants, incluant l'homme.

## Biographie

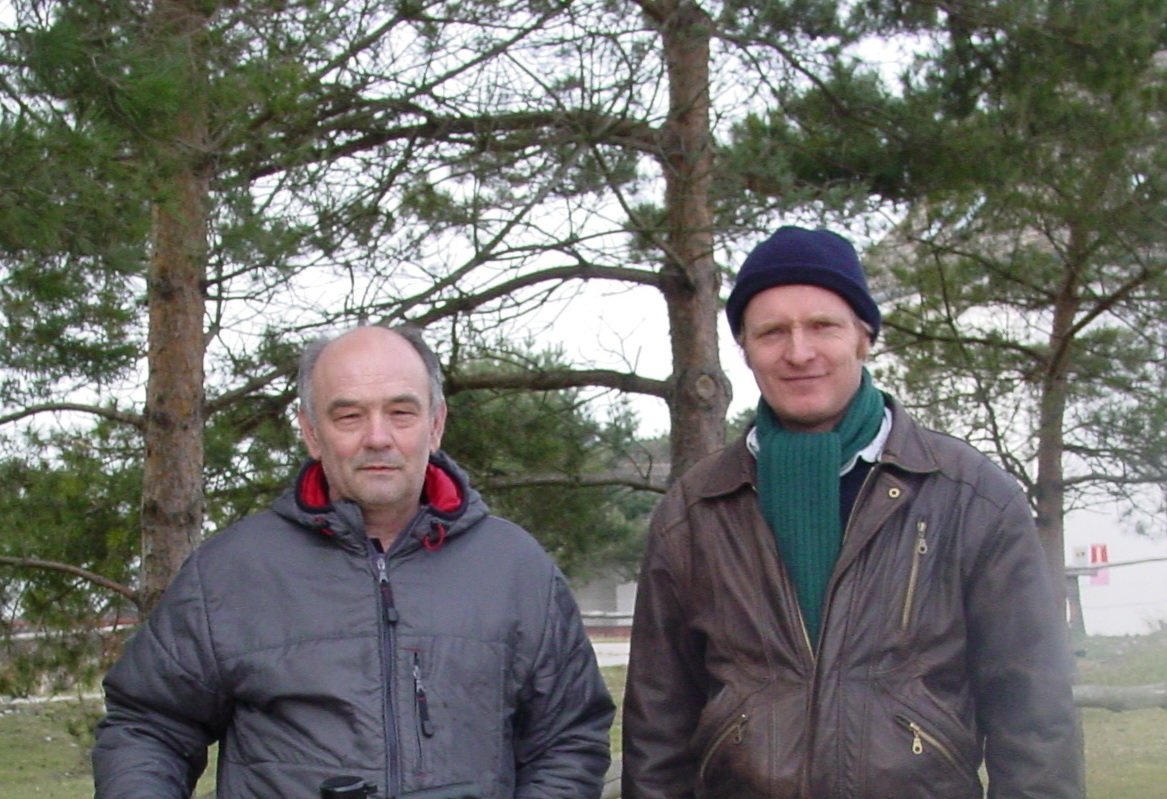
Reinhart Heinrich (à gauche) avec son ancien élève Stefan Schuster sur l'île de Hiddensee en 2004.

### Jeunesse et formation
Reinhart Heinrich naît à Dresde le 24 avril 1946. Peu de temps après sa naissance, sa famille est déportée vers l'Union soviétique parce que son père, un professeur de mathématiques, est contraint de travailler à titre de réparation dans la construction aéronautique[réf. souhaitée].
Reinhart Heinrich passe une partie son enfance a Samara (qui s'appelait Kouïbychev à l'époque). Après son retour à la République démocratique allemande, notamment à Dresde, il passe le baccalauréat. Par la suite, il entreprend des études en physique à l'Université technique de Dresde. En 1971, il soutient sa thèse de doctorat en physique de la matière condensée[réf. souhaitée].

### Carrière
Après son doctorat, il tient à travailler sur des problèmes biologiques et fait une demande au professeur Samuel Mitja Rapoport, le directeur de l'Institut de Biochimie du célèbre Hôpital universitaire de la Charité de Berlin. Celui embauche Reinhart Heinrich de suite. Il lui donne comme sujet de recherche de quantifier le contrôle exercé par des enzymes sur le flux dans des voies métaboliques. Avec Tom Rapoport (un fils de Samuel Mitja Rapoport), Reinhart Heinrich résout le problème et établit la théorie de contrôle métabolique . Cette théorie est établi simultanément par Henrik Kacser (en) et Jim Burns à l'Université d'Édimbourg.
En 1979, il devient maître de conférences ("Dozent") au département de biophysique de l'université Humboldt de Berlin. Là, il continue de travailler sur la modélisation mathématique du métabolisme et travaille aussi sur des questions en biophysique de membranes. En 1993, il est nommé professeur dans le même département. En 1996, il devient Docteur honoris causa de l’université Bordeaux II où il avait fait une visite de recherche en 1991.
À côté de son travail scientifique, il jouait au violon et écrivait de poèmes et un roman: "Jenseits von Babel" ("Au-delà de Babylone"). Voilà un vers d'un de ses poèmes:
Ces formules en craie qui transpercent le tableau noir ne sont que le poil de l'animal qui échappe notre chasse depuis toujours.

## Travaux scientifiques
Reinhart Heinrich a publié plus de 160 articles scientifiques. Il a développé des modèles cinétiques du métabolisme des globules rouges du sang. Outre les questions mentionnées antérieurement, ses articles concernent les oscillations calciques, le métabolisme du glucose (glycolyse) dans la levure, l'élasticité des membranes biologiques, la stœchiométrie optimale de l'ATP dans la glycolyse, entre autres. Un de ses sujets favoris, ce sont les principes d'optimalité dans la biologie. Par exemple, il étudie les distributions optimales des concentrations en enzymes,.
Avec Stefan Schuster, il écrit la monographie "The Regulation of Cellular Systems" , publié en 1996. C'est un des premiers livres en biologie des systèmes.